# Salvador Allende (film)
Salvador Allende è un film documentario del 2004 diretto da Patricio Guzmán, una coproduzione di Argentina e Francia, basata su filmati dell'epoca ed alcune interviste filmate a persone che avevano conosciuto il presidente cileno Salvador Allende sin dalla sua infanzia nella città di Valparaíso.
È stato presentato fuori concorso al 57º Festival di Cannes.

## Trama
Il film si presenta di basso profilo, mostrando la "disincrostazione" degli strati di vernice stesi su un muro qualsiasi del Cile. Al di sotto di questi strati c'è un "mural": è il simbolo dell'ansia di un popolo che si batte per la giustizia, l'uguaglianza e la libertà, represse e fatte scomparire del tutto (assieme ai loro autori), da ottusi ed implacabili censori. Nel 1970 Salvador Allende Gossen venne eletto alla presidenza del Cile. Rappresentava una grande speranza per le classi lavoratrici e per i disoccupati. Allende portò avanti il concetto di una via democratica e non violenta finalizzata al raggiungimento del socialismo. Il documentario testimonia come l'estrema destra cilena assunse un atteggiamento di netta contrapposizione, anzi le classi sociali dei possidenti auspicarono e appoggiarono una soluzione controrivoluzionaria violenta, anche se questa avesse significato un "bagno di sangue".
Il film mostra questa speranza, l'accanimento e la pazienza infinita che Allende mette per cercare di conquistare i cuori dei cileni. In base ad interviste ad ex-agenti della CIA si evidenziano le responsabilità di Richard Nixon nell'organizzazione del golpe. Il presidente Salvador Allende intraprende la prima vera riforma agraria in Cile, e procede a nazionalizzare l'industria estrattiva del rame, che era un feudo esclusivo della multinazionale Anaconda. Il film mostra come, durante un periodo di indebolimento politico, Salvador Allende decida di conferire a due militari la direzione del ministero della difesa e degli interni. Tra questi due ministri, c'è lo stesso generale Augusto Pinochet, che Allende crederà fedele fino all'ultimo istante. Il governo del presidente Salvador Allende capitola il giorno 11 settembre del 1973 con la morte, un suicidio, del suo Presidente nel "Palacio de la Moneda" in fiamme e bombardato dagli aeroplani della componente golpista.

## Produzione
Questo documentario è stato girato in sette settimane, dal 21 aprile al 6 giugno del 2003, in Cile, principalmente a Santiago del Cile.

## Distribuzione
In Italia il film è distribuito dalla Fandango.